# Дженніфер Гатчісон
Дженніфер Гатчісон (анг. Gennifer Hutchison) — американська телевізійна та кінописьменниця. Вона найбільш відома своєю роботою над телесеріалом "Пуститися берега". Вона отримала дві нагороди Гільдії сценаристів Америки за роботу над серіалом у складі команди сценаристів у 2012 та 2013 роках. Вона також була сценаристом і виконавчим продюсером Краще подзвоніть Солу.
До "Пуститися берега" вона працювала у продюсерському штабі телесеріалів "Самотні стрільці", "Цілком таємно", "Зоряний шлях: Ентерпрайз", "Анатомія Грей" та "Божевільні". Вона також працювала над серіалом "Штам" як сценарист і продюсер під час його першого сезону.

## Кар'єра
Гатчісон почала свою кар'єру в індустрії розваг, як асистент режисера в офісі сценаристів серіалу "Цілком таємно". Згодом вона стала асистентом сценариста/продюсера Вінса Гіллігана під час останніх сезонів шоу. Після завершення шоу вона працювала над низкою пілотів та короткотривалих шоу як асистентка сценаристів та асистентка продюсерів, врешті-решт стала асистенткою шоуранера Метью Вайнера в серіалі "Божевільні" під час його першого сезону.
Дізнавшись про новий пілотний проект колишнього боса Гіллігана "Пуститися берега" (Breaking Bad) - також на AMC - вона звернулася до нього і отримала пропозицію працювати асистентом Гіллігана. Коли Гатчісон і серіал повернулися до другого сезону, вона поговорила з Гілліган про свої амбіції писати для серіалу. Їй було доручено написати додатковий контент шоу, такий як веб-ізоди та блоги, як прослуховування. Її робота вразила Гілліган, і їй запропонували стати сценарієм-фрілансером у третьому сезоні, а згодом її залучили як сценариста. Вона залишилася в шоу до кінця його показу, піднявшись до посади виконавчого редактора історії в п'ятому та останньому сезоні шоу.
Після закінчення «Пуститися берега» вона провела сезон, як продюсер драми жахів - "Штам" від FX, написавши два епізоди першого сезону шоу.
Вона знову приєдналася до Гіллігана та його співавтора Пітера Гулда в приквелі «Всі тяжкі» «Краще подзвоніть Солу» як продюсер-наглядач. На сьогоднішній день Гатчісон написав по два епізоди на сезон, ставши співвиконавчим продюсером у другому сезоні та виконавчим продюсером у третьому сезоні. Вона отримала номінацію на премію «Еммі» в категорії « Видатний драматичний серіал » за кожен сезон шоу.
У кіно Гатчісон адаптувала роман Вікторії Авеярд "Червона королева" для студії Universal у 2015 році. У червні 2016 року вона підписала загальну угоду з Sony Pictures TV, студією, що стоїть за серіалами "Пуститися берега" і "Краще подзвоніть Солу".
У грудні 2017 року було оголошено, що Гатчісон адаптує подкаст Welcome to Night Vale для телебачення. Серіал розробляє компанія FX у рамках її загальної угоди з Sony Pictures TV.

## Нагороди
| рік      | Нагорода                            | Категорія                   | Показати            | Результат    |
| -------- | ----------------------------------- | --------------------------- | ------------------- | ------------ |
| 2010 рік | Премія Гільдії письменників Америки | Найкраща епізодична драма   | Пуститися берега    | Номінований  |
| 2012 рік | Премія Гільдії письменників Америки | Найкраща епізодична драма   | Пуститися берега    | Номінований  |
| 2013 рік | Премія Гільдії письменників Америки | Найкраща епізодична драма   | Пуститися берега    | виграв       |
| 2015 рік | Премія Еммі в прайм-тайм            | Видатний драматичний серіал | Краще подзвони Солу | Номінований  |
| 2015 рік | Премія Гільдії письменників Америки | Кращий драматичний серіал   | Краще подзвони Солу | Номінований  |
| 2015 рік | Премія Гільдії продюсерів Америки   | Найкраща епізодична драма   | Краще подзвони Солу | Номінований  |
| 2016 рік | Премія Еммі в прайм-тайм            | Видатний драматичний серіал | Краще подзвони Солу | Номінований  |
| 2016 рік | Премія Гільдії письменників Америки | Кращий драматичний серіал   | Краще подзвони Солу | Номінований  |
| 2016 рік | Премія Гільдії продюсерів Америки   | Найкраща епізодична драма   | Краще подзвони Солу | Номінований  |
| 2017 рік | Премія Еммі в прайм-тайм            | Видатний драматичний серіал | Краще подзвони Солу | Номінований  |
| 2018 рік | Премія Гільдії письменників Америки | Кращий драматичний серіал   | Краще подзвони Солу | В очікуванні |

## Особисте життя
Гатчісон одружена з асоційованим продюсером/керівником постпродакшну «Пуститися берега» Ендрю Ортнером.

## Фільмографія
Письменник
| рік      | Показати                     | Сезон | Назва епізоду         | Епізод | Примітки                         |
| -------- | ---------------------------- | ----- | --------------------- | ------ | -------------------------------- |
| 2022 рік | Володар кілець: Кільця влади | 1     | "Дрейф"               | 2      |                                  |
| 2018 рік | Краще подзвони Солу          | 4     | "Відерзехен"          | 9      |                                  |
| 2018 рік | Краще подзвони Солу          | 4     | "Піньята"             | 6      |                                  |
| 2017 рік | Краще подзвони Солу          | 3     | "Ліхтар"              | 10     |                                  |
| 2017 рік | Краще подзвони Солу          | 3     | «Неповоротні витрати» | 3      |                                  |
| 2016 рік | Краще подзвони Солу          | 2     | "Балі Хай"            | 6      |                                  |
| 2016 рік | Краще подзвони Солу          | 2     | "Швець"               | 2      |                                  |
| 2015 рік | Краще подзвони Солу          | 1     | "Бінго"               | 7      |                                  |
| 2015 рік | Краще подзвони Солу          | 1     | "Герой"               | 4      |                                  |
| 2014 рік | Штам                         | 1     | "Близькі"             | 10     |                                  |
| 2014 рік | Штам                         | 1     | "Втікачі"             | 5      |                                  |
| 2013 рік | Пуститися берега             | 5     | " Сповідь "           | 11     |                                  |
| 2012 рік | Пуститися берега             | 5     | " Викуп "             | 6      |                                  |
| 2011 рік | Пуститися берега             | 4     | " Салюд "             | 10     | У співавторстві з Пітером Гулдом |
| 2011 рік | Пуститися берега             | 4     | " загнаний в кут "    | 6      |                                  |
| 2010 рік | Пуститися берега             | 3     | " Я бачу тебе "       | 8      |                                  |

Виробничий персонал
| рік      | Показати                     | Роль                          | Примітки |
| -------- | ---------------------------- | ----------------------------- | -------- |
| 2022 рік | Володар кілець: Кільця влади | Виконавчий продюсер           | 1 сезон  |
| 2018 рік | Краще подзвони Солу          | Виконавчий продюсер           | 4 сезон  |
| 2017 рік | Краще подзвони Солу          | Виконавчий продюсер           | 3 сезон  |
| 2016 рік | Краще подзвони Солу          | Співвиконавчий продюсер       | 2 сезон  |
| 2015 рік | Краще подзвони Солу          | Продюсер-нагляд               | 1 сезон  |
| 2014 рік | Штам                         | Продюсер                      | 1 сезон  |
| 2013 рік | Пуститися берега             | Виконавчий редактор оповідань | 5 сезон  |
| 2012 рік | Пуститися берега             | Редактор оповідань            | 3 сезон  |
| 2009 рік | Пуститися берега             | Координатор сценарію          | 2 сезон  |

## Зовнішні посилання
- Дженніфер Гатчісон на сайті IMDb (англ.)